# Henrik Paulus van der Borch tot Verwolde van Vorden
Henrik Paulus baron van der Borch tot Verwolde van Vorden (Mossel, 28 oktober 1887 – 22 maart 1977) was een Nederlands politicus. 
Hij werd geboren in de gemeente Vorden als zoon van Paulus Antonij baron van der Borch tot Verwolde van Vorden (1844-1901, grondeigenaar) en Johanna Maria baronnesse van Nagell tot Ampsen (1855-1943). Hij was volontair bij de gemeentesecretarie van Voorburg en nog maar 25 toen hij midden 1913 benoemd werd tot burgemeester van de Zeeuwse gemeente Koudekerke. In 1927 volgde zijn benoeming tot burgemeester van De Bilt. Midden 1943 werd hij ontslagen waarna de NSB-burgemeester van Utrecht tevens waarnemend burgemeester van De Bilt werd. Na de bevrijding keerde Van der Borch tot Verwolde  terug in zijn oude functie. Hij ging eind 1952 met pensioen en overleed in 1977 op 89-jarige leeftijd.
Zijn oom A.Ph.R.C. baron van der Borch van Verwolde was burgemeester en Tweede Kamerlid en zijn schoonvader G.W. baron van der Feltz was Eerste Kamerlid. 